# Elecciones legislativas de Colombia de 1939
Las elecciones legislativas para elegir Representantes a la Cámara en Colombia tuvieron lugar en marzo de 1939. Para esos comicios el Partido Conservador volvió a inscribir candidatos, luego de cuatro años de no participar en elecciones para el Congreso.

## Resultados
| Partido             | Votos   | %    | Escaños | +/– |
| ------------------- | ------- | ---- | ------- | --- |
| Partido Liberal     | 592,283 | 64.4 | 79      | –43 |
| Partido Conservador | 322,825 | 35.1 | 39      | +39 |
| Otros               | 4,461   | 0.5  | 0       | –   |
| Total               | 919,569 | 100  | 118     |     |

## Fuente
- Dieter Nohlen (Editor), Elections in the Americas. Vol 2: South America. Oxford University Press, 2005
- Timothy Scully (Editor). Building Democratic Institutions: Party Systems in Latin America. Stanford University Press. p. 193